# Hrvatska traži zvijezdu
Hrvatska traži zvijezdu (in etwa „Kroatien sucht den Star“) war die zweite kroatische Version von Pop Idol, auf RTL Televizija.
In der ersten Saison wurden die Teilnehmenden durch die kroatischen Musiker Tony Cetinski, Jelena Radan und Goran Lisica beurteilt. Aus privaten Gründen verließ Radan die Show am Anfang der zweiten Saison und wurde durch Anđa Marić ersetzt, die wiederum in der dritten Saison durch Ivana Mišerić ersetzt wurde.
Die durch ihre Teilnahme am kroatischen Big Brother bekannte Antonija Blaće war Gast des Wettbewerbs; sie wurde durch Ivan Šarić ersetzt.
Die erste Runde von Februar bis Juni 2009 wurde von Bojan Jambrošić gewonnen. Die zweite Runde von April bis Juni 2010 wurde von Kim Verson gewonnen.